# 봄동
봄동은 배추의 재배품종이다. 대한민국에서 봄동의 70%는 해남군과 진도 주변 전라남도에서 생산한다.

## 특징
달래, 냉이와 같이 우리나라 봄철 대표적인 나물로 추위에 강하며 햇볕 잘 드는 양지바른 밭에서 잘 자란다. 또 잎이 크지 않고 속이 노란색을 띄는 것이 고소하고 맛이 좋다. 제철은 11월~3월이다.

## 요리
한국 요리에서 봄동은 겉절이로 만들어 먹는다.

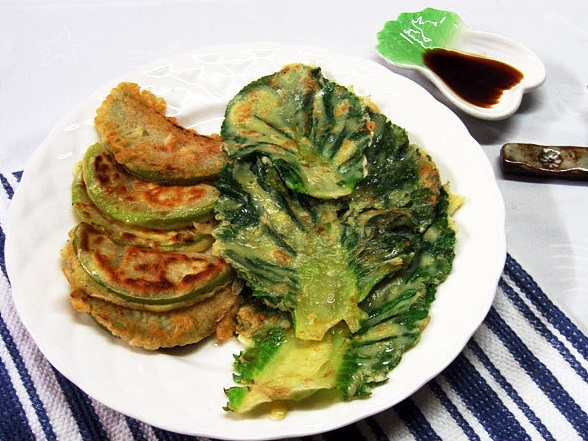
봄동전

## 같이 보기
- 배추
- 겉절이